# Aleksandar Kraychev
Aleksandar Kraychev (né le 28 octobre 1951) est un haltérophile bulgare.

## Palmarès

### Jeux olympiques
- Munich 1972
  -  Médaille d'argent en moins de 110 kg.

### Championnats du monde
- Championnats du monde d'haltérophilie 1970
  -  Médaille d'argent.
- Championnats du monde d'haltérophilie 1971
  -  Médaille de bronze.
- Championnats du monde d'haltérophilie 1972
  -  Médaille d'argent.

### Championnats d'Europe
- Championnats d'Europe d'haltérophilie 1970
  -  Médaille d'argent.
- Championnats d'Europe d'haltérophilie 1971
  -  Médaille d'argent[1].